# Ariel Durant
Ariel Durant (Proskoeriv, 10 mei 1898 - Los Angeles, 25 oktober 1981) was Amerikaans schrijfster en onderzoekster van Russische origine. Ze schreef samen met haar echtgenoot Will Durant de serie boeken The Story of Civilization.

## Biografie
Ariel Durant werd als Chaya (Ida) Kaufman in een Joods gezin uit Proskoeriv geboren. In 1901 emigreerde het gezin naar de Verenigde Staten. In New York kreeg ze les op de Modern School waar haar latere echtgenoot Will Durant een van de docenten was. Will Durant nam ontslag om met Ariel te kunnen trouwen en op 31 oktober 1913 trad het tweetal in het huwelijk. Hij gaf haar de naam Ariel; een naam die ze later ook wettelijk aannam.
Ondanks dat Ariel Durant medeverantwoordelijk was voor het schrijven de boeken van The Story of Civilization, maar tot 1961 kreeg ze niet de officiële erkenning voor haar werk. De Durants kregen in 1968 de Pulitzerprijs voor non-fictie voor het boek Rousseau and Revolution, het tiende deel van de serie. Negen jaar later verkreeg het echtpaar ook de Medal of Freedom van de Amerikaanse president Gerald Ford voor hun werk. In datzelfde jaar werd Ariel Durant door de stad Los Angeles uitgeroepen tot vrouw van het jaar. Binnen twee weken overleden zowel Will als Ariel in 1981 en zij beiden werden begraven in het Westwood Village Memorial Park Cemetery in Los Angeles.